# هندسة سهولة الاستخدام
هندسة قابلية الاستخدام هو المجال الذي يهتم بتفاعل الانسان والحاسوب وخصوصًا بابتكار واجهات استخدام التي تملك سهولة استخدام عالية المستوى أو ودوة مع المستخدم. يوفر أساليب منظمة لتحقيق كفاءة وأناقة في تصميم واجهة المستخدم.
عدد واسع من تخصصات مثل علم النفس، أرغونوميا، علوم استعرافية يصنف ضمن هندسة قابلية الاستخدام، لكن الاسس النظرية للمجال قادمة من مجالات أكثر تخصصية: إدراك الانسان وتصرفاته، المعرفة البشرية، منهجيات البحث السلوكي، وإلى اقل مدى تحليل التقنيات الكمي والإحصائي. عندما بدأت هندسة سهولة الاستخدام تظهر كمجال مميز لمهنة احترافية في منتصف إلى أواخر الثمانينات من القرن الماضي، العديد من مهندسين قابلية الاستخدام كان لديهم معرفة في علم الحاسوب، أو في مجال فرعي من علم النفس مثل: الإدراك الحسي أو المعرفة البشرية أو أرغونوميا. اليوم هذه المجالات الاكاديمية ما زالت منطلق للممارس المحترف في هندسة قابلية الاستخدام، لكن أقسام العلوم المعرفية والبرامج الاكاديمية في التفاعل بين الإنسان والحاسوب الآن ايضًا تشكل حصة الممارسين في هذا المجال.

## المعايير والمبادئ التوجيهية
في أغلب الاوقات يعمل مهندسين سهولة الاستخدام على تشكيل واجهة المستخدم كما يلزم لقبول التعريف التشغيلي لتوثيق متطلبات المستخدم، مثال منظمة المعايير الدولية وافقوا على تعريف (اقرأ أيزو9241)سهولة الاستخدام بحيث يعتبروها البعض السياق والكفاءة والرضا التي ينبغي ان يكون مستخدمون محددون قادرين على أداء المهام بها. يشارك مؤيدون هذا النهج في تحليل المهام ومن ثم يصممون واجهة مستخدم أولية واختبار سهولة الاستخدام لهذه النماذج الأولية. على أساس هذا الاختبار يحتمل أعادة تصميم التقنية أذا لزم الأمر.
المعهد الوطني للمعايير والتكنولوجيا تعاون مع الصناعة لتطوير مواصفات الصناعية العامة لمتطلبات الاستخدام، التي تعمل كموجه للعديد من متخصصين في الصناعة. مواصفات الاستخدام الناجح في القياسات الحيوية الذي طور أيضًا من قبل المعهد الوطني للمعايير والتكنولوجيا. يوفر موقع Usability.gov برنامج تعليمي ومرجع عام واسع لتصميم مواقع الويب سهلة الاستخدام. سهولة الاستخدام خصوصا التي تهدف إلى العالمية تشمل المعايير والمبادئ التوجيهية للتصميم أمكانية الوصول. الهدف من هذا التوجيهات تسهيل استخدام التطبيقات البرمجية للأشخاص الذين يعونون من الإعاقات. بعض التوجيهات الوصول إلى الويب:
1.إرشادات مبادرة الوصول إلى الويب.
2.تنطبق الإرشادات الحكومية القسم 508 على جميع مواقع الويب الخاصة بالقطاع العام.
3.إرشادات ADA لإمكانية الوصول إلى مواقع الويب الدولية المحلية والحكومية.
4.إرشادات IBM لإمكانية الوصول إلى مواقع الويب.

## النظريات والأدوات
يقوم مهندسو قابلية الاستخدام بإجراء تقييمات قابلية الاستخدام للواجهات الحالية أو المقترحة ويتم إعادة النتائج التي توصلوا إليها إلى المصمم لاستخدامها في التصميم أو إعادة التصميم. تشمل طرق تقييم قابلية الاستخدام الشائعة ما يلي:
•اختبار قابلية الاستخدام.
•مقابلات.
•مجموعات التركيز.
•الاستبانات/ المسوحات.
•الارشادات التفصيلية.
•التقييمات الارشادية.
•طريقة RITE.
•تحليل المهمات.
•الاستعلام السياقي.
•برتوكول التفكير بالصوت العالي.
•فرز البطاقات.
اختبار قابلية الاستخدام ينفذ بالطريقة التالية يجند مجموعة من المشتركين ويطلب منهم استخدام واجهة المستخدم الحقيقية أو الاولية وتلاحظ وتسجل ردود فعلهم، وتصرفاتهم، والاخطاء، وتقارير الشخصية في المقابلات بدقة من قبل مهندسي قابلية الاستخدام. وعلى أساس هذه البيانات يقترح مهندسو قابلية الاستخدام تغيرات في واجهة الاستخدام لتحسين واجهة المستخدم. هذه الدراسات يمكن ان تكون تحليلية أو تجريبية. هناك مجموعة متنوعة من الموارد عبر الإنترنت التي تجعل مهمة مهندس قابلية الاستخدام أسهل قليلاً. بعض الأمثلة على ذلك تشمل:
موقع ويب مجموعة أدوات القياس (The web Metrics Tool suite)
أنتاج معهد الوطني للمعايير والتكنولوجيا. هذه الأدوات تركز على تقيم HTML الخاص بالموقع مقابل مدى واسع من إرشادات قابلية الاستخدام وتتضمن:
• ويب أداة محلل ثابت (web SAT) – يفحص HTML صفحة الويب مقابل إرشادات الاستخدام النموذجية.
• ويب أداة تحليل الفئات (web CAT) - يتيح لمهندس قابلية الاستخدام إنشاء تحليل فئة الويب وإجراء تحليل له.
•برنامج أدوات متغير الويب (web VIP) - أدوات موقع ويب لالتقاط سجل تفاعل المستخدم
•نطاق العمل لتسجيل بيانات قابلية الاستخدام - ملف تنسيق ومحلل لتمثيل تسجيلات تفاعل المستخدم.
•أداة FLUDViz - تنتج تصورًا ثنائي الأبعاد لجلسة مستخدم واحدة.
•أداة VisVIP - تنتج تصورًا ثلاثي الأبعاد لمسارات تنقل المستخدم عبر موقع ويب
•TreeDec - تضيف مساعدات التنقل إلى صفحات موقع الويب. بيئة اختبار قابلية الاستخدام (The Usability Testing Environment)
هذه الاداة مصنعة من قبل نظام تصميم العقل وهو متوفر بشكل مجاني لموظفي الحكومة الفيدرالية. حسب الشركة الرسمية لموقع الويب هذه الاداة تتكون من اثنين متلاصقان متكاملان من التطبيقات. الأول هو منظم بيئة اختبار قابلية الاستخدام، الذي يساعد المُختبِرون على إعداد سيناريوهات الاختبار (المهام) بالإضافة إلى الأسئلة الاستقصائية والديموغرافية. ويقوم المنظم أيضًا بجمع نتائج الاختبار وينتج تقرير حسب الطلب ومُلخص البيانات، الذي يمكن استخدامه كمقاييس كمية لملاحظات وتوصيات قابلية الاستخدام.
التطبيق الثاني هو مشغل بيئة اختبار قابلة الاستخدام. يعرض مُشغل بيئة الاختبار للمشاركين في الاختبار سيناريوهات الاختبار (المهام) بالإضافة إلى أي أسئلة ديموغرافية واستطلاعية. بالإضافة إلى ذلك يلاحق المُشغل أفعال المشارك طوال فترة الاختبار بما في ذلك النقرات وضغطات المفاتيح والتمرير.
The UsableNet Liftmachine
هذه الأداة مصنعة من قبل UsableNet.com وينفذ قسم 508 إرشادات الاستخدام وإمكانية الوصول أضافة إلى توجيهات ويب W3C لمبادرة أمكانية الوصول. من المهم ان تتذكر أن الادوات على الإنترنت هم أدوات مساعدة فقط، ولا تحل محل تحليل هندسة قابلية الاستخدام الكامل.

## اقرأ ايضًا
•تصميم واجهة المستخدم.
•تصميم تجربة المستخدم.
•قابلية الاستخدام.
•اختبار قابلية الاستخدام.

## روابط الخارجية
- Usability.gov
- The National Institute of Standards and Technology
- The Web Accessibility Initiative Guidelines
- The Section 508 government guidelines applicable to all public-sector websites
- The ADA Guidelines for accessibility of state and local government websites
- The IBM Guidelines for accessibility of websites
- The Web Metrics Tool Suite
- The National Institute of Standards and Technology
- W3C Web Accessibility Initiative Guidelines